# Супруги (фильм, 1953)
«Супруги» (яп. 夫婦: фуфу; англ. Husband and Wife) — японский чёрно-белый фильм-драма, поставленный режиссёром Микио Нарусэ в 1953 году.

## Сюжет
У молодой семейной пары Кикуко и Исаку небольшая проблема. По приезде в Токио, куда Исаку перевели по службе, им нужно найти жильё. У Кикуко в Токио живут родители, куда и приезжают супруги в надежде временно остановиться. Однако из-за недавней помолвки брата Кикуко им предстоит съехать от родственников жены. Им предоставляется возможность снять жильё в доме у недавно овдовевшего молодого человека Такэмуры, друга и коллеги по работе Исаку. Поначалу довольные приютом супруги были счастливы и беззаботны, пока Исаку не начал ревновать жену к Такэмуре. Семейный разлад гарантирован. После примирения супругов приходит известие о беременности Кикуко. Но нужен ли им ребёнок в это тяжёлое время неустроенности и семейных ссор? Над этим молодым супругам придётся подумать сообща…

## В ролях
- Кэн Уэхара — Исаку Накахара
- Ёко Суги — Кикуко, жена Исаку
- Рэнтаро Микуни — Рёта Такэмура
- Кэйдзю Кобаяси — Сигэкити Хаякава
- Марико Окада — Кумико, сестра Сигэкити
- Каматари Фудзивара — Наокити, отец Сигэкити
- Хисако Такихана — Така, мать Сигэкити
- Тиэко Накакита — госпожа Акамацу

## Премьеры
- Япония — национальная премьера фильма состоялась 22 января 1953 года[1].

## Награды и номинации
Кинопремия «Майнити»
- * 8-я церемония награждения 1954 (за работы 1953 года)[2].

Выиграны:
- премия лучшему актёру 1953 года — Кэн Уэхара (ex aequo — «Жена»).

Премия журнала «Кинэма Дзюмпо» (1954)
- Номинация на премию за лучший фильм 1953 года, однако по результатам голосования кинолента заняла лишь 14-е место.

## О фильме
Кинокомпания «Тохо» снимала данный проект как бы в тему успешно прошедшему по экранам за два года до этого кинофильма «Еда» с участием популярной в Японии кинозвезды Сэцуко Хара. Поэтому, изначально предполагалось предложение главной роли в этом фильме всё той же Сэцуко Харе, но случившееся с ней обострение хронического кишечного заболевания в декабре 1952 года, как раз накануне съёмок фильма вынудило создателей киноленты искать ей замену. В результате, по предложению режиссёра Микио Нарусэ, на главную женскую роль была утверждена не слишком опытная, но обаятельная Ёко Суги.
«Конечно, это несколько изменило мою постановку, но не изменило мои намерения», — заметил об этом Нарусэ. Выбор на роль жены Исаку Накахары молодой актрисы, которую зрители привыкли видеть в характерном для неё амплуа субтильных незамужних девушек, был большой неожиданностью для руководства кинокомпании. Некоторое время на её роль искали других кандидатов, но безуспешно. Как впоследствии заметила критика, актриса была ещё достаточно молода, чтобы интерпретировать яркие роли, и могла ожидать провала. Однако режиссёр, настаивая на своём выборе, высказал мнение, что если молодая актриса будет продолжать сниматься в кино в этом амплуа, она никогда не выйдет на более серьёзные роли.
Несмотря на сложность задачи, Ёко Суги, по признанию режиссёра, справилась с ней замечательно. И созданный ею очаровательный образ заботливой, в чём-то наивной и всегда жизнерадостной жены, которая не выдерживает перемены, произошедшей за шесть лет в характере её мужа, как нельзя лучше гармонирует с игрой её партнёров.